# Mark Ormrod
Mark Ormrod (* 1. Dezember 1982 in Adelaide) ist ein australischer Sprinter, der sich auf den 400-Meter-Lauf spezialisiert hat.
Er spielte in seiner Jugend Fußball, entschied sich jedoch bald in die Leichtathletik zu wechseln und nahm unter anderem an den Leichtathletik-Juniorenweltmeisterschaften 2000 teil. Später konnte sich er für die australische 4-mal-400-Meter-Staffel qualifizieren, die bei den Leichtathletik-Weltmeisterschaften 2003 in Paris antrat, das Finale jedoch verpasste.
Bei den Olympischen Spielen 2004 in Athen feierte er in der 4-mal-400-Meter-Staffel den bisher größten Erfolg seiner Karriere. Gemeinsam mit John Steffensen, Patrick Dwyer und Clinton Hill gewann er in 3:00,60 min überraschend die Silbermedaille hinter der US-amerikanischen Staffel.
Bei den Commonwealth Games 2006 in Melbourne holte er mit der Staffel die Goldmedaille und bei der Universiade 2007 in Bangkok die Silbermedaille. Bei den Leichtathletik-Weltmeisterschaften 2007 in Osaka dagegen verpasste er mit der Staffel das Finale. Bei den Olympischen Spielen 2008 in Peking belegte er mit der Staffel den sechsten Rang, wurde selbst jedoch nur in der Qualifikationsrunde eingesetzt.
Mark Ormrod hat bei einer Körpergröße von 1,85 m ein Wettkampfgewicht von 76 kg.

## Bestleistungen
- 100 m: 10,58 s, 17. Oktober 2005, Adelaide
- 200 m: 21,02 s, 5. Februar 2005, Canberra
- 400 m: 45,62 s, 1. Dezember 2005, Melbourne